# Прапор Куско
Офіційний прапор Куско має сім горизонтальних кольорових смуг: червону, помаранчеву, жовту, зелену, небесно-блакитну, синю та фіолетову. Цей райдужний прапор був представлений Перу в 1973 році Раулем Монтесіносом Еспехо на честь 25-річчя його радіостанції Tawantinsuyo. Оскільки популярність прапора зростала, мер Куско Гілберто Муньїс Капаро оголосив його офіційною емблемою в 1978 році.  З 2021 року на офіційному прапорі також зображено золоте сонце Ешеніка.

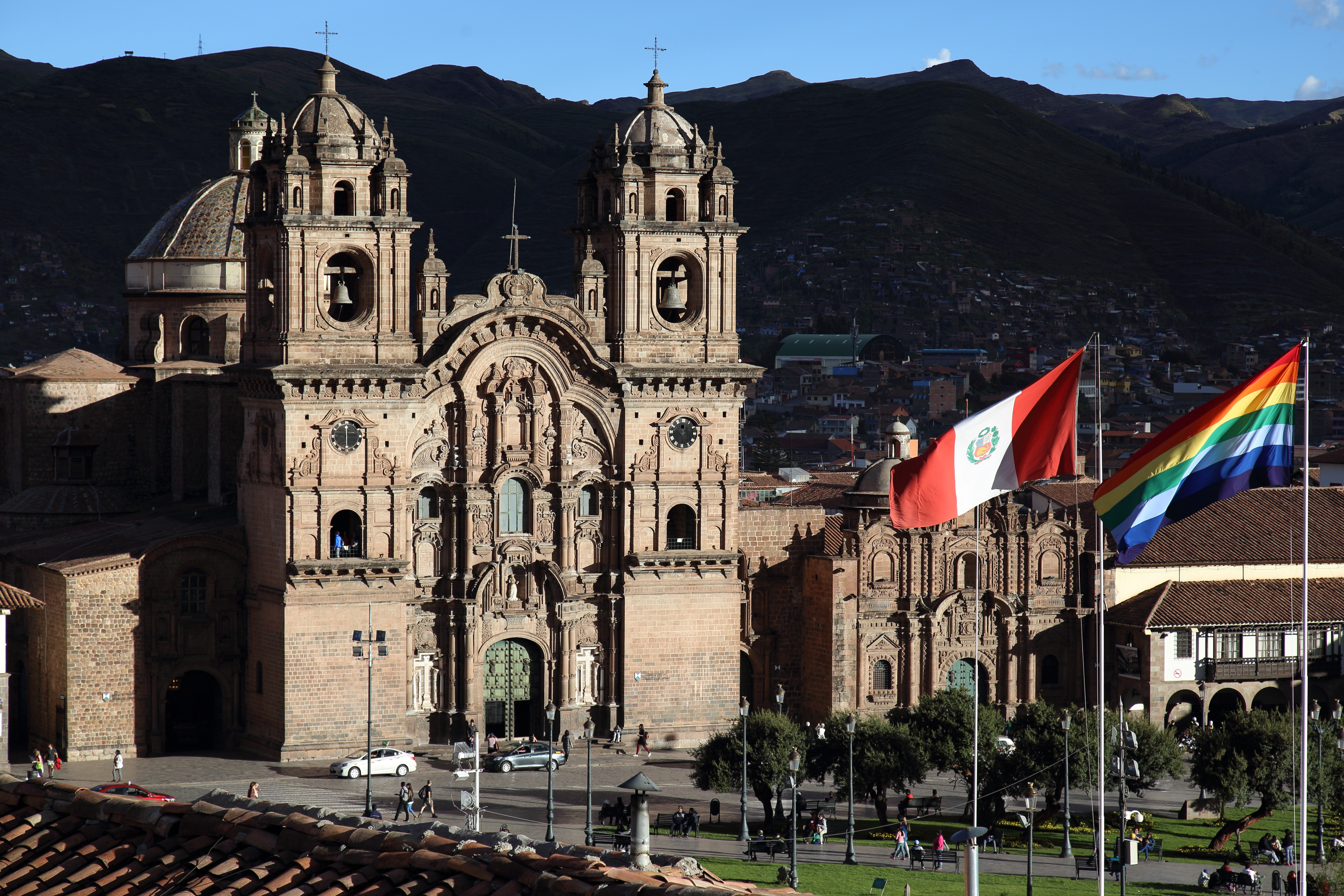
Прапори Перу та Куско на головній площі міста.

Окрім того, що він є прапором міста та офіційним прапором департаменту Куско, семиколірний прапор має різне використання залежно від контексту. Він використовується як прапор мов кечуа, популярний, але неофіційний національний прапор народу кечуа та прапор, що представляє спадщину інків загалом. Кечуанці в Південній Болівії (Колла) використовували цей прапор, але в останні роки символ Чакана став більш популярним у Болівії. Його використання як прапора спадщини інків викликає суперечки через його неісторичний характер. Тим не менш, його використання свідчить про повагу до історії імперії інків.

## Історія

### Походження та суперечки

Прапор імперії інків

У хроніках завоювання Перу згадуються прапори, які використовували інки, або щось, що літописці інтерпретували як прапор. Питання історичності прапора тісно пов'язане з прапором віфала або аймара.  Марія Ростворовскі у 2010 році стверджувала, що немає доказів того, що стародавні культури використовували такий прапор , а Конгрес Республіки Перу підтвердив висновок Національної академії історії Перу: «Офіційне використання неправильно названого «прапора Тавантінсую» є помилка. В Андському світі не існувало поняття прапора, воно не належало до їхнього історичного контексту». 

### Сучасна історія
Перше зареєстроване використання райдужного прапора в Перу було пов’язане з кооперативним рухом, який вийшов на сцену на початку 20 століття. Сучасний прапор був створений на початку 1970-х років з ініціативи місцевої радіостанції Radio Rural. У 1973 році, з нагоди двадцять п'ятої річниці станції, Раула Монтесінос Еспехо запропонував веселковий прапор, представивши його як належний інкам. На жаль, Монтесінос ніколи не надавав дослідження, яке б підтверджувало автентичність дизайну, і його було прийнято де-факто без додаткових доказів. Відтоді прапор набув популярності, але люди помилково асоціюють його з Тауантінсуйо. Через п'ять років, 9 червня 1978 року, провінція Куско прийняла прапор як офіційний; За 16 днів до гей-прайду в Сан-Франциско. Це другий прапор Куско. Перший прапор, який використовувався раніше, складався з червоного фону та герба іспанських часів, наданого в 1540 році. Через схожість із набагато більш впізнаваним прапором ЛГБТ сонце Еченіке було додано до прапора у 2021 році. Це золотий диск, який був подарований президенту Перу Хосе Руфіно Еченіке під час його візиту до Куско в 1853 році та офіційна емблема департаменту, провінції та міста Куско з 1986 року. 

Прапор Куско (1821-1978)
Прапор Куско (1978-2021)